# Alianza militar

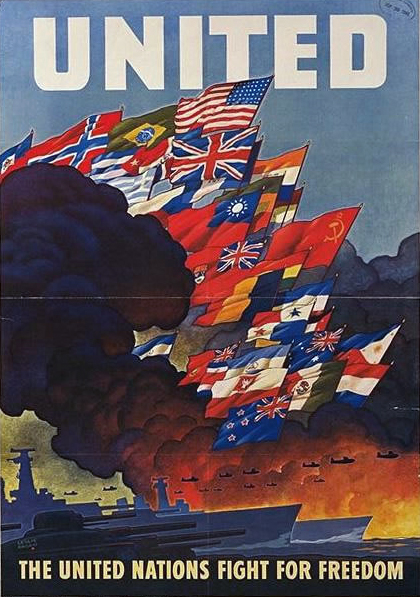
Póster alusivo a las «Naciones Unidas» (Los Aliados) creado en 1943 por el gobierno de Estados Unidos.

Una alianza militar se define como un acuerdo político que busca la asociación de dos o más estados para concentrar esfuerzos al servicio de una conducta común de trascendencia política. El concepto de alianza debe verificar una serie de condiciones. Su fuente ha de ser un tratado internacional y su fin la concertación de la actuación común. Se trata, además, de un acto político que comporta ciertas obligaciones recíprocas.
En el año 480 a. C. el emperador persa Jerjes, cuyos dominios se extendían desde la India hasta Asia menor, combatió contra los pequeños estados que componían el conjunto de pueblos que daría lugar a la Grecia clásica. Espartanos, atenienses, tebanos y eubeos, entre otros, formaron una liga militar que derrotó a la flota persa en Salamina y dio así inició el declive del Imperio aqueménida. Fue la primera vez que algunos pequeños estados coligados vencían a un gran imperio.

## Fundamentos de las alianzas militares
A principios del siglo XIX el general prusiano Carl von Clausewitz definió la guerra como: "una continuación de la política por otros medios". Las relaciones entre los estados implican siempre la amenaza de conflictos armados, al menos como último recurso, aunque generalmente discurren por el camino de las negociaciones. La política exterior de los estados es el resultado del esfuerzo de la sociedad nacional para controlar un medio externo de conservación de las situaciones favorables.
Cuando la política exterior de distintas naciones confluye sobre un mismo aspecto provoca una interacción que no se reduce a las relaciones entre dos únicas naciones, sino que a su vez repercute en tomas de posición o reacciones que originan nuevos acontecimientos.

## Organizaciones militares
- Cuádruple Alianza (1815)
- Tratado de la Triple Alianza
- Triple Alianza (1882)
- Alianza de las Ocho Naciones
- Entente Cordiale
- Triple Entente
- Aliados de la Primera Guerra Mundial
- Aliados de la Segunda Guerra Mundial
- Potencias Centrales
- Potencias del Eje
- Pacto de Varsovia
- Organización del Tratado Central
- Organización del Tratado del Sureste Asiático
- OTAN
- OTSC
- Sistema Regional de Seguridad
- ANZUS
- AUKUS